# Zendo

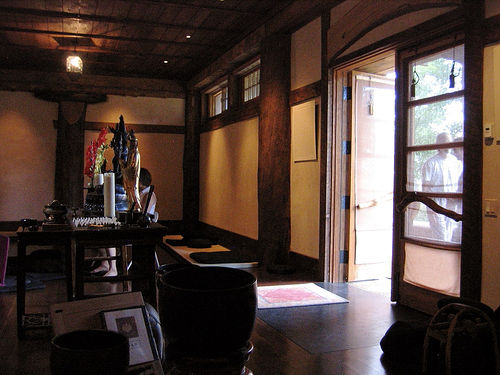
Zendo.

Zendo (禅堂, chino: chántáng) es un término japonés que se puede traducir aproximadamente como "sala de meditación". En el budismo zen, el zendo es un dōjō donde se practica zazen (sentarse a meditar y respirar). Los templos budistas que tienen el tamaño apropiado están generalmente divididos en al menos un zendo y un hondo (本堂, literalmente "sala base", a veces traducido por "la sala de Buddha"), que es utilizada para las ceremonias, y otras construcciones varias con funciones diferentes. Sin embargo, a cualquier lugar al que la gente vaya a practicar zazen puede ser referido como un zendo.

## Etiqueta en el zendo
Las normas de etiqueta pueden variar entre diferentes templos, y las siguientes reglas podrían no ser aplicables en determinados zendos:

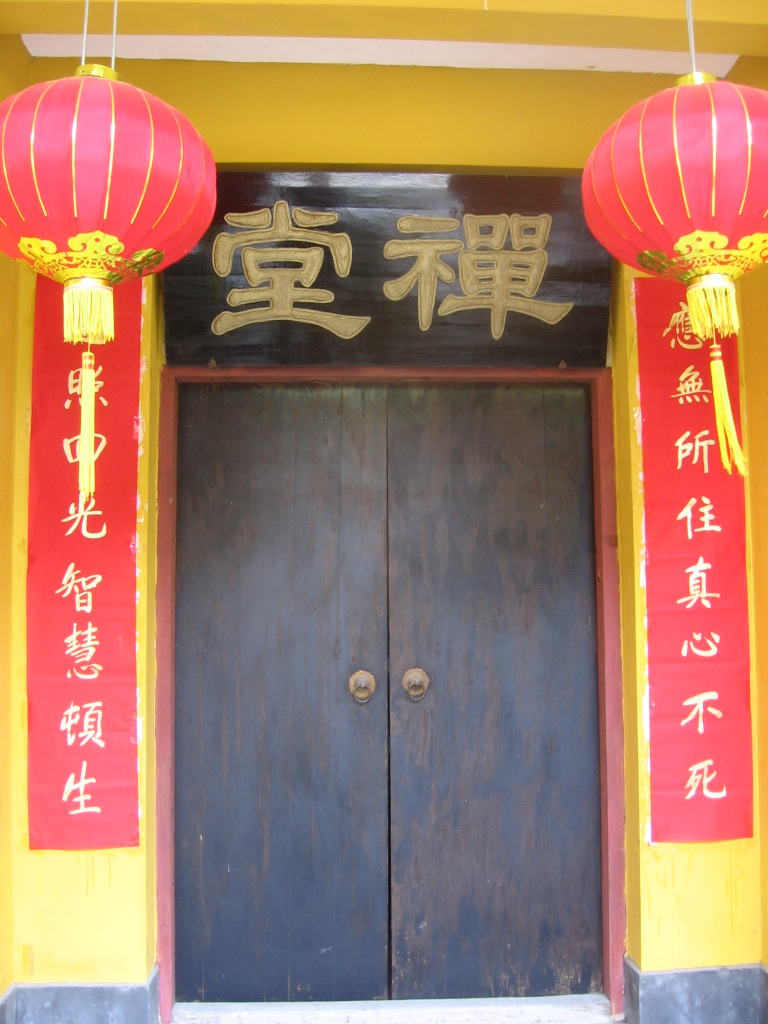
Zendo en Yunmen, China.

- Entrar en el zendo por la parte izquierda de la entrada, el pie izquierdo primero.
- Con las manos haciendo gassho hacer una reverencia al altar.
- Atravesar la habitación, pasando el altar, ir a un asiento siguiendo las esquinas cuadradas.
- Con las manos haciendo gassho, hacer una reverencia hacia el asiento, saludando a la gente que está a ambos lados.
- Las personas que están a los lados responden al saludo.
- Girar (en el sentido de las agujas del reloj) y ponerse de frente.
- Con las manos haciendo gassho, hacer una reverencia a los que están enfrente, saludándoles.
- Ellos responden con una reverencia gassho como saludo.
- Sentarse en el zafu.
- Girar en el sentido de las agujas del reloj hacia la pared (si se está en un zendo Sōtō, en el estilo Rinzai es al revés)

- Siempre se gira o se mueve girando en el sentido de las agujas del reloj (visto desde arriba del zendo)